# Rajdowe Samochodowe Mistrzostwa Polski 2018

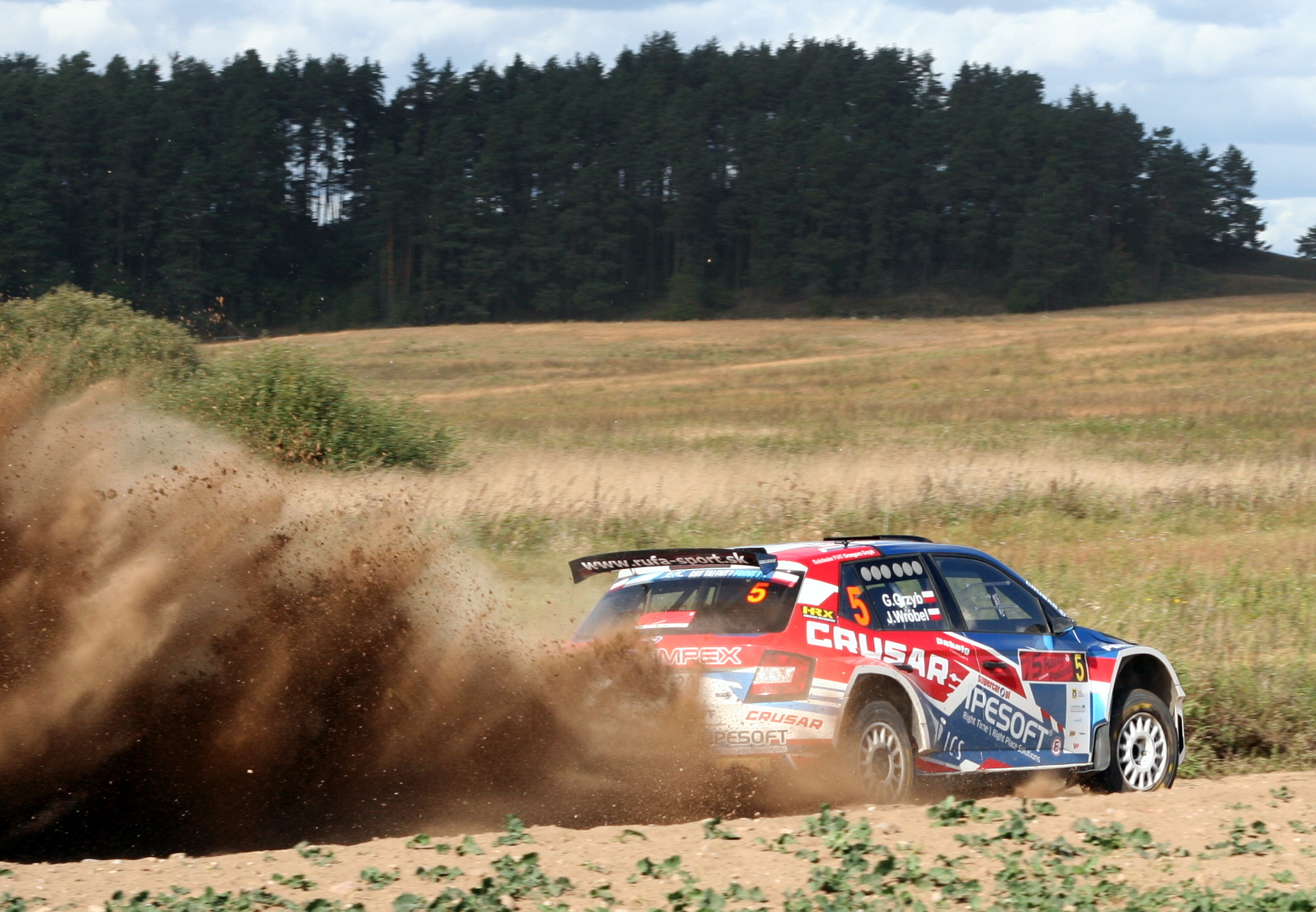
Mistrz Polski 2018 Grzegorz Grzyb podczas Rajdu Polski 2018

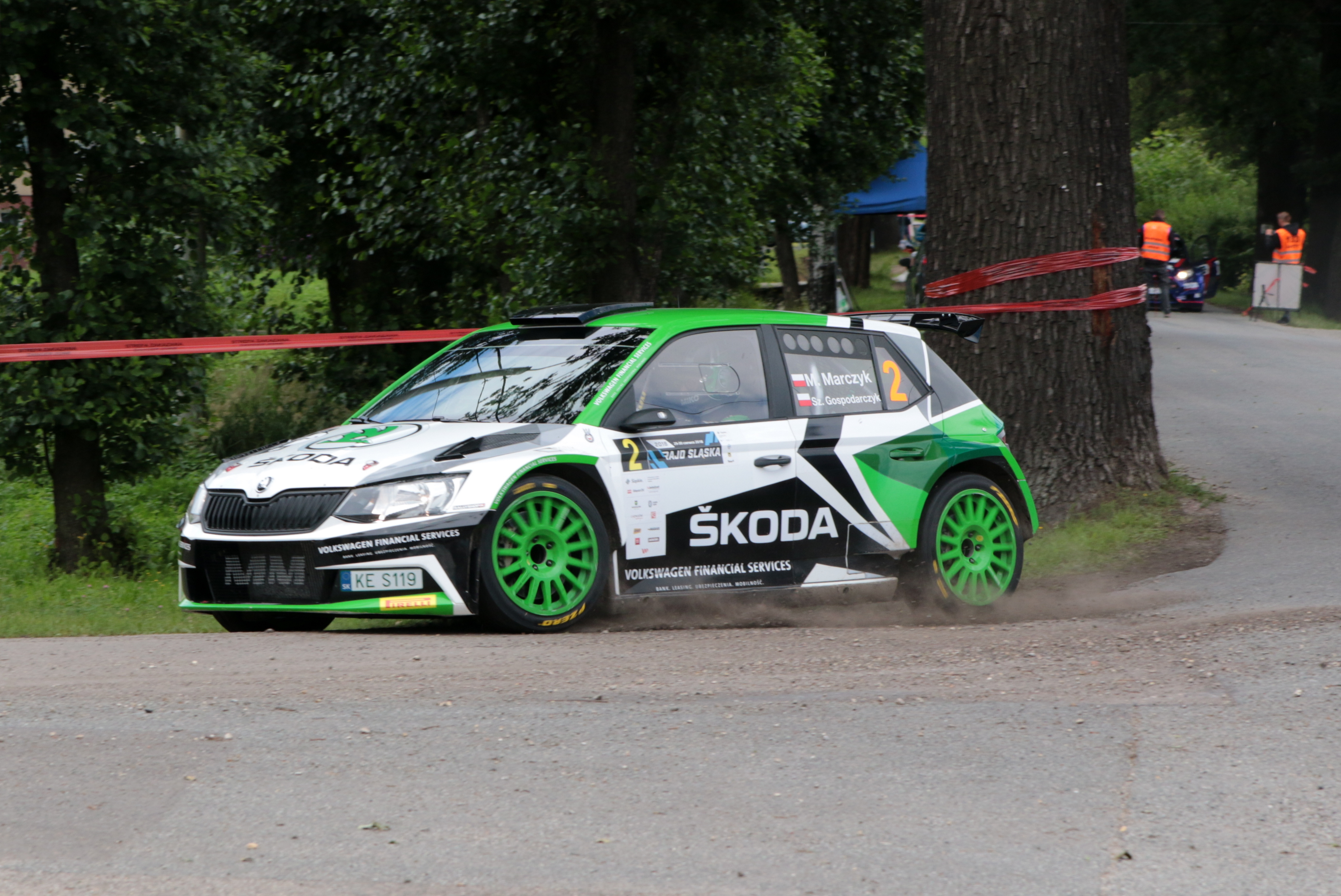
Wicemistrz Polski 2018 Mikołaj Marczyk podczas Rajdu Śląska 2018

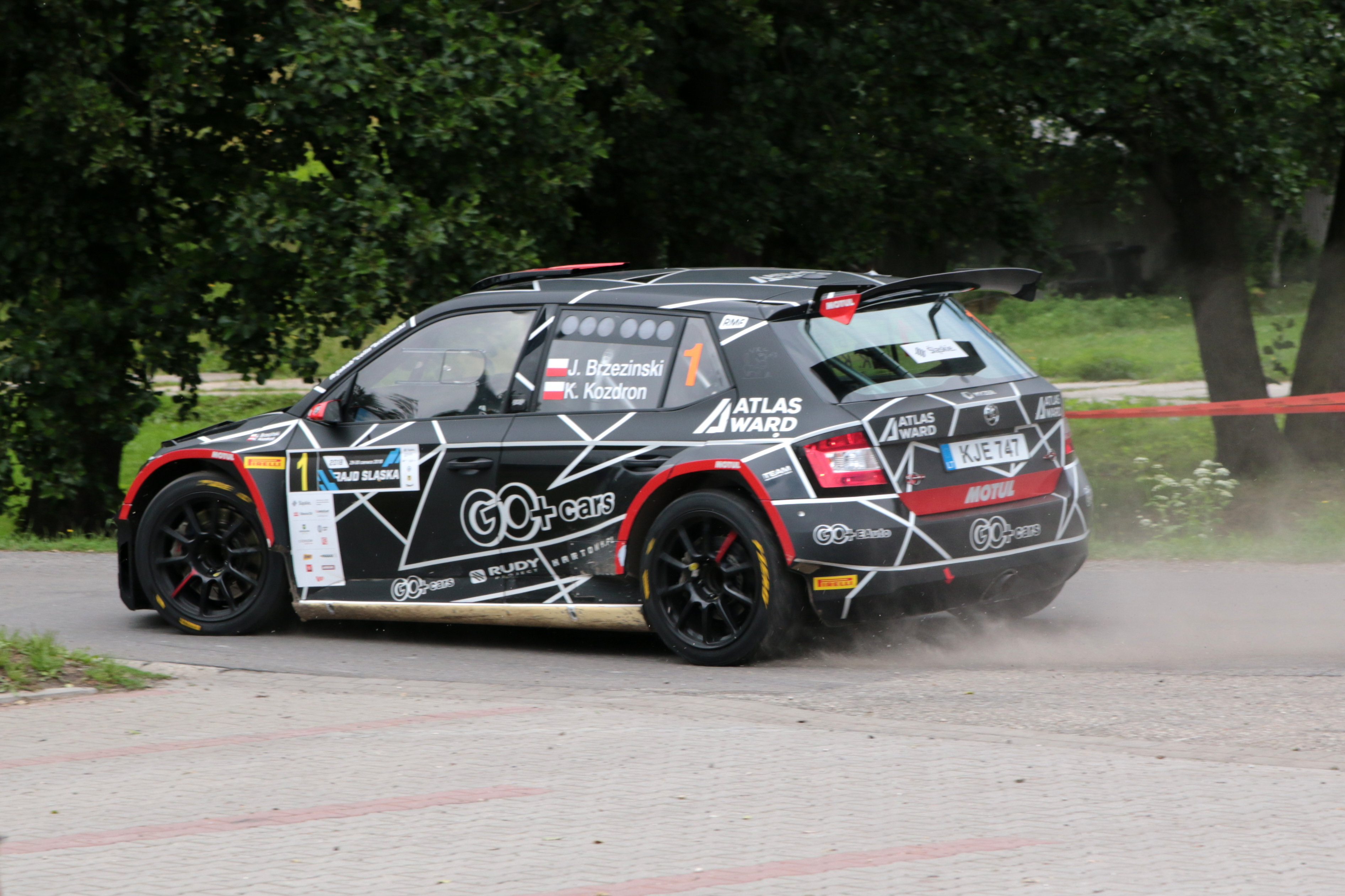
Drugi wicemistrz Polski 2018 Jakub Brzeziński podczas Rajdu Śląska 2018

Rajdowe Samochodowe Mistrzostwa Polski 2018 to kolejny sezon rajdów samochodowych rozgrywanych w roku 2018, mających na celu wyłonienie najlepszego kierowcy wraz z pilotem na polskich drogach.
W tym sezonie rajdy były jedno lub dwuetapowe, co oznacza zmianę punktacji. W rajdach jednoetapowych punktacja pozostaje bez zmian, od 25 punktów za zwycięstwo i oddzielne punkty za odcinek Power Stage, natomiast w rajdach dwuetapowych wszystkie zdobyte punkty były mnożone razy dwa, plus dodatkowo do tego punkty za odcinek Power Stage. Rajdy Rzeszowski i Polski były rajdami dwuetapowymi, reszta rajdów była rozgrywana jako rajdy jednoetapowe. Do końcowego rezultatu liczyło się sześć z siedmiu przejechanych rajdów. Nowością w tym sezonie była punktacja ostatniego odcinka specjalnego (tzw. Power Stage) – na wzór rajdów WRC – punktowane było pierwszych pięć miejsc, przyznając od 5 do 1 punktu.
Mistrzem Polski w sezonie 2018 został, po raz drugi w swojej karierze, Grzegorz Grzyb, drugie miejsce zajął Mikołaj Marczyk, a trzecie Jakub Brzeziński. Każdy z nich wygrał po dwie rundy eliminacji RSMP.

## Kalendarz[4]
W roku 2018 RSMP składają się z siedmiu rund. W porównaniu do ubiegłego sezonu, jest to jedna runda więcej. Dodatkowym rajdem jest Rajd Polski, którego zabraknie w kalendarzu WRC. Rajd Polski w tym sezonie jest dodatkowo ósmą rundą Rajdowych Mistrzostw Europy w sezonie 2018. Z kalendarza za to wypadł Rajd Gdańsk Baltic Cup. W tym sezonie jedna z rund RSMP – Rajd Elektreny – odbędzie na Litwie i będzie zarazem jedną z rund rajdowych mistrzostw Litwy.
| Runda | Data                 | Nazwa rajdu              | Baza rajdu     | Nawierzchnia | Zwycięzca         |
| ----- | -------------------- | ------------------------ | -------------- | ------------ | ----------------- |
| 1     | 20–22 kwietnia       | 46.Rajd Świdnicki KRAUSE | Świdnica       | Asfalt       | Grzegorz Grzyb    |
| 2     | 18–20 maja           | 52. Rajd Dolnośląski     | Duszniki-Zdrój | Asfalt       | Jakub Brzeziński  |
| 3     | 8–10 czerwca         | 6. Rajd Nadwiślański     | Puławy         | Asfalt       | Jakub Brzeziński  |
| 4     | 29 czerwca – 1 lipca | 2. Rajd Śląska           | Chorzów        | Asfalt       | Tomasz Kasperczyk |
| 5     | 9–11 sierpnia        | 28. Rajd Rzeszowski      | Rzeszów        | Asfalt       | Grzegorz Grzyb    |
| 6     | 7–9 września         | 4. Rajd Elektrėnai       | Elektreny      | Szuter       | Mikołaj Marczyk   |
| 7     | 21–23 września       | 75. Rajd Polski          | Mikołajki      | Szuter       | Mikołaj Marczyk   |

## Zgłoszeni kierowcy
Poniższa lista zgłoszeń obejmuje tylko zawodników jeżdżących samochodami najwyższej grupy R5 i RGT (klasa 2) oraz niektórych z klasy Open N.
| Konstruktor | Samochód               | Kierowca            | Pilot                 |
| ----------- | ---------------------- | ------------------- | --------------------- |
| Fiat        | Abarth 124 Rally RGT   | Simone Tempestini   | Sergiu Itu            |
| Ford        | Ford Fiesta Proto      | Filip Nivette       | Kamil Heller          |
| Ford        | Ford Fiesta Proto      | Damian Łata         | Marcin Roik           |
| Ford        | Ford Fiesta Proto      | Dariusz Krupa       | Mateusz Martynek      |
| Ford        | Ford Fiesta R5         | Tomasz Kasperczyk   | Damian Syty           |
| Ford        | Ford Fiesta R5         | Zbigniew Gabryś     | Artur Natkaniec       |
| Ford        | Ford Fiesta R5         | Jarosław Kołtun     | Ireneusz Pleskot      |
| Ford        | Ford Fiesta R5         | Dariusz Poloński    | Łukasz Sitek          |
| Ford        | Ford Fiesta R5         | Łukasz Habaj        | Daniel Dymurski       |
| Ford        | Ford Fiesta R5         | Mariusz Zapała      | Łukasz Gwiazda        |
| Hyundai     | Hyundai i20 R5         | Łukasz Byśkiniewicz | Maciej Wisławski      |
| Subaru      | Subaru Impreza WRX STI | Wojciech Chuchała   | Sebastian Rozwadowski |
| Subaru      | Subaru Impreza WRX STI | Marcin Słobodzian   | Grzegorz Dachowski    |
| Škoda       | Škoda Fabia R5         | Grzegorz Grzyb      | Robert Hundla         |
| Škoda       | Škoda Fabia R5         | Mikołaj Marczyk     | Szymon Gospodarczyk   |
| Škoda       | Škoda Fabia R5         | Jakub Brzeziński    | Kamil Kozdroń         |
| Škoda       | Škoda Fabia R5         | Teemu Asunmaa       | Ville Mannisenmäki    |
| Škoda       | Škoda Fabia R5         | Szymon Ruta         | Bartłomiej Boba       |
| Škoda       | Škoda Fabia R5         | Łukasz Pieniążek    | Przemysław Mazur      |

## Wyniki
| Runda | Nazwa Rajdu                                     | Podium  | Podium            | Podium            | Podium    |
| Runda | Nazwa Rajdu                                     | Miejsce | Kierowca          | Samochód          | Czas      |
| ----- | ----------------------------------------------- | ------- | ----------------- | ----------------- | --------- |
| 1     | Rajd Świdnicki KRAUSE (21–22 kwietnia) — Wyniki | 1       | Grzegorz Grzyb    | Škoda Fabia R5    | 57:57,8   |
| 1     | Rajd Świdnicki KRAUSE (21–22 kwietnia) — Wyniki | 2       | Jakub Brzeziński  | Škoda Fabia R5    | +13,0     |
| 1     | Rajd Świdnicki KRAUSE (21–22 kwietnia) — Wyniki | 3       | Mikołaj Marczyk   | Škoda Fabia R5    | +17,7     |
|       |                                                 |         |                   |                   |           |
| 2     | Rajd Dolnośląski (18–20 maja) — Wyniki          | 1       | Jakub Brzeziński  | Škoda Fabia R5    | 1:11:50,2 |
| 2     | Rajd Dolnośląski (18–20 maja) — Wyniki          | 2       | Grzegorz Grzyb    | Škoda Fabia R5    | +0,3      |
| 2     | Rajd Dolnośląski (18–20 maja) — Wyniki          | 3       | Tomasz Kasperczyk | Škoda Fabia R5    | +1:10,9   |
|       |                                                 |         |                   |                   |           |
| 3     | Rajd Nadwiślański (8–10 czerwca) — Wyniki       | 1       | Jakub Brzeziński  | Škoda Fabia R5    | 1:11:36,2 |
| 3     | Rajd Nadwiślański (8–10 czerwca) — Wyniki       | 2       | Mikołaj Marczyk   | Škoda Fabia R5    | +40,0     |
| 3     | Rajd Nadwiślański (8–10 czerwca) — Wyniki       | 3       | Filip Nivette     | Ford Fiesta Proto | +1:31,9   |
|       |                                                 |         |                   |                   |           |
| 4     | Rajd Śląska (29 czerwca – 1 lipca) — Wyniki     | 1       | Tomasz Kasperczyk | Škoda Fabia R5    | 1:03:22,9 |
| 4     | Rajd Śląska (29 czerwca – 1 lipca) — Wyniki     | 2       | Jakub Brzeziński  | Škoda Fabia R5    | +0,2      |
| 4     | Rajd Śląska (29 czerwca – 1 lipca) — Wyniki     | 3       | Zbigniew Gabryś   | Ford Fiesta R5    | +1:08,3   |
|       |                                                 |         |                   |                   |           |
| 5     | Rajd Rzeszowski (9–11 sierpnia) — Wyniki        | 1       | Grzegorz Grzyb    | Škoda Fabia R5    | 1:39:54,4 |
| 5     | Rajd Rzeszowski (9–11 sierpnia) — Wyniki        | 2       | Jakub Brzeziński  | Škoda Fabia R5    | +2:02,1   |
| 5     | Rajd Rzeszowski (9–11 sierpnia) — Wyniki        | 3       | Dariusz Poloński  | Ford Fiesta R5    | +2:12,9   |
|       |                                                 |         |                   |                   |           |
| 6     | Rajd Elektrėnai (7–9 września) — Wyniki         | 1       | Mikołaj Marczyk   | Škoda Fabia R5    | 56:27,2   |
| 6     | Rajd Elektrėnai (7–9 września) — Wyniki         | 2       | Jarosław Kołtun   | Škoda Fabia R5    | +10,2     |
| 6     | Rajd Elektrėnai (7–9 września) — Wyniki         | 3       | Łukasz Habaj      | Škoda Fabia R5    | +14,9     |
|       |                                                 |         |                   |                   |           |
| 7     | Rajd Polski (21–23 września) — Wyniki           | 1       | Mikołaj Marczyk   | Škoda Fabia R5    | 1:57:10,5 |
| 7     | Rajd Polski (21–23 września) — Wyniki           | 2       | Łukasz Habaj      | Škoda Fabia R5    | +6,6      |
| 7     | Rajd Polski (21–23 września) — Wyniki           | 3       | Grzegorz Grzyb    | Škoda Fabia R5    | +11,4     |
|       |                                                 |         |                   |                   |           |

## Klasyfikacja generalna kierowców RSMP w sezonie 2018[6]
Punkty otrzymuje 10 pierwszych zawodników, którzy ukończą rajd, według klucza:
| Miejsce | 1  | 2  | 3  | 4  | 5  | 6 | 7 | 8 | 9 | 10 |
| Punkty  | 25 | 18 | 15 | 12 | 10 | 8 | 6 | 4 | 2 | 1  |

Wyjątkiem od powyższej punktacji są dwa rajdy rozgrywane w tym sezonie (tzw. dwuetapowe Rajd Rzeszowski i Rajd Polski), gdzie zgromadzony dorobek punktowy będzie mnożony razy dwa plus dodatkowo punkty zdobyte za ostatni odcinek specjalny zwany Power Stage, punktowany: za zwycięstwo – 5, drugie miejsce – 4, trzecie – 3, czwarte – 2 i piąte – 1 punkt.
| Miejsce | 1 | 2 | 3 | 4 | 5 |
| Punkty  | 5 | 4 | 3 | 2 | 1 |

W tabeli uwzględniono miejsce, które zajął zawodnik w poszczególnym rajdzie, a w indeksie górnym umieszczono miejsce uzyskane na ostatnim odcinku specjalnym tzw. Power Stage. Zgodnie z regulaminem RSMP (punkt 19.1) w klasyfikacji rocznej RSMP sklasyfikowani byli zawodnicy, którzy zostali sklasyfikowani w minimum dwóch rajdach w sezonie. W punktacji liczy się sześć najlepszych eliminacji w sezonie. W nawiasie podano ukończone rajdy na punktowanej pozycji, lecz nie liczone do końcowej klasyfikacji sezonu.
| Poz. | Kierowca             | Świdnicki | Dolnośląski | Nadwiślański | Śląska | Rzeszowski | Elektreny | Polski | Suma punktów |
| ---- | -------------------- | --------- | ----------- | ------------ | ------ | ---------- | --------- | ------ | ------------ |
| 1    | Grzegorz Grzyb       | 13        | 2           | NW           |        | 12         | 52        | 3      | 151          |
| 2    | Mikołaj Marczyk      | 31        | NU          | 2            | 18     | 4          | 1         | 12     | 150          |
| 3    | Jakub Brzeziński     | 2         | 1           | 1            | 21     | 21         | NW        | 15     | 146          |
| 4    | Tomasz Kasperczyk    | 5         | 3           | NU           | 12     | NU         | 4         | 45     | 96           |
| 5    | Marcin Słobodzian    | (7)       | 6           | 5            | 6      | 7          | 6         | 5      | 67           |
| 6    | Dariusz Poloński     | NU        | NU          | 4            | 45     | 3          | 8         | 154    | 66           |
| 7    | Łukasz Habaj         |           |             |              |        | NU         | 3         | 21     | 59           |
| 8    | Zbigniew Gabryś      | 4         | NU          | NU           | 3      | 6          |           |        | 48           |
| 9    | Jarosław Kołtun      | 65        | 4           | NW           |        |            | 25        |        | 42           |
| 10   | Łukasz Byśkiniewicz  | 8         | 5           | 6            | 54     | 8          |           | NU     | 42           |
| 11   | Łukasz Kotarba       | 9         | 12          | 7            | NU     | 94         | 9         | 6      | 32           |
| 12   | Jacek Jurecki        | 11        | 8           | NU           | 7      | NU         | 12        | 9      | 14           |
| 13   | Kacper Wróblewski    | 10        | 7           | NU           | 8      | 10         | 15        | NU     | 14           |
| 14   | Simone Tempestini    |           |             |              |        | 12         |           | 7      | 12           |
| 15   | Andrzej Borkowski    | NU        | 16          | 18           | 12     |            |           | 8      | 8            |
| 16   | Damian Łata          | 12        | NU          | 8            | 9      | NU         |           |        | 6            |
| 17   | Sławomir Strychalski | 14        | 9           | 9            | NU     | 15         |           |        | 4            |
| 18   | Grzegorz Bonder      | 15        | 13          | 10           | 12     | NU         | 17        | 10     | 3            |
| 19   | Paweł Krysiak        | 21        | 10          | NU           | 15     | 13         |           |        | 1            |
| 20   | Kamil Bolek          | 16        | 11          |              | 10     | 16         | 16        | 19     | 1            |
| Poz. | Kierowca             | Świdnicki | Dolnośląski | Nadwiślański | Śląska | Rzeszowski | Elektreny | Polski | Suma punktów |

| Kolor     | Opis                   |
| --------- | ---------------------- |
| Złoty     | Zwycięzca              |
| Srebrny   | 2. miejsce             |
| Brązowy   | 3. miejsce             |
| Zielony   | Punktowane miejsce     |
| Niebieski | Ukończył nie punktował |
| Fioletowy | Nie ukończył NU        |
| Czarny    | Wykluczony X           |
| Biały     | Nie wystartował NW     |
| Puste     | Nie brał udziału       |

## Galeria

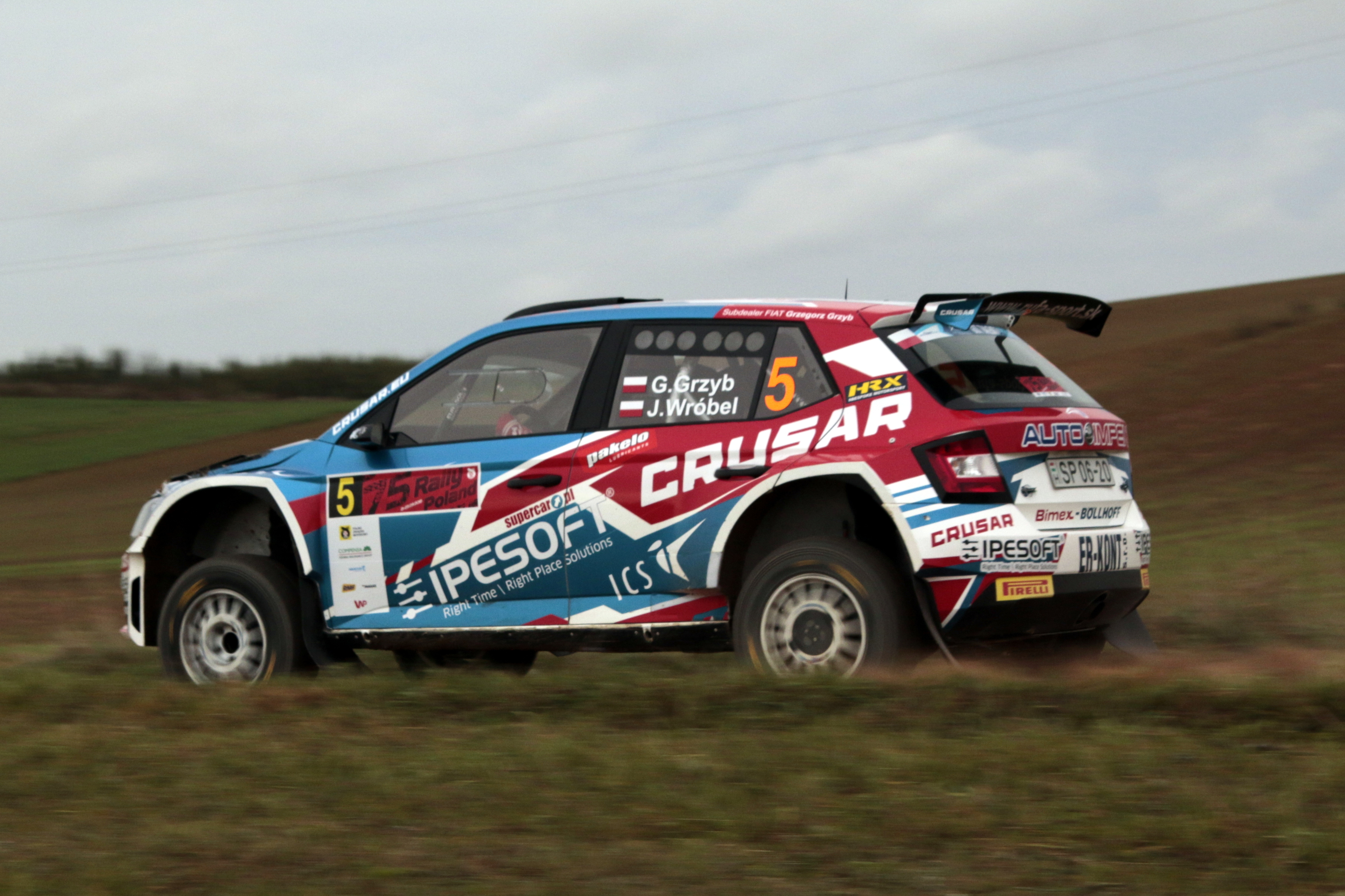
1. Grzegorz Grzyb Rajd Polski 2018
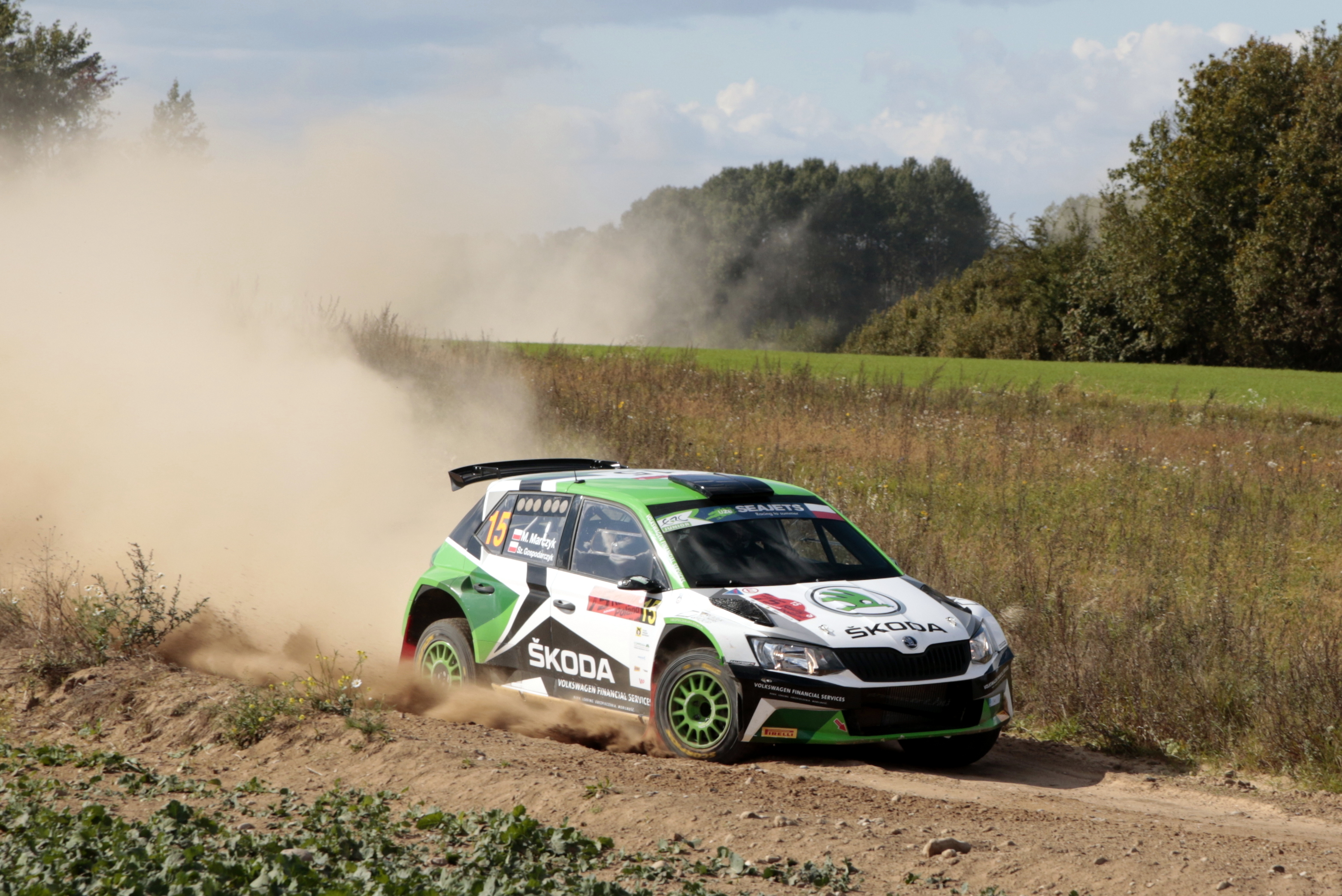
2. Mikołaj Marczyk Rajd Polski 2018
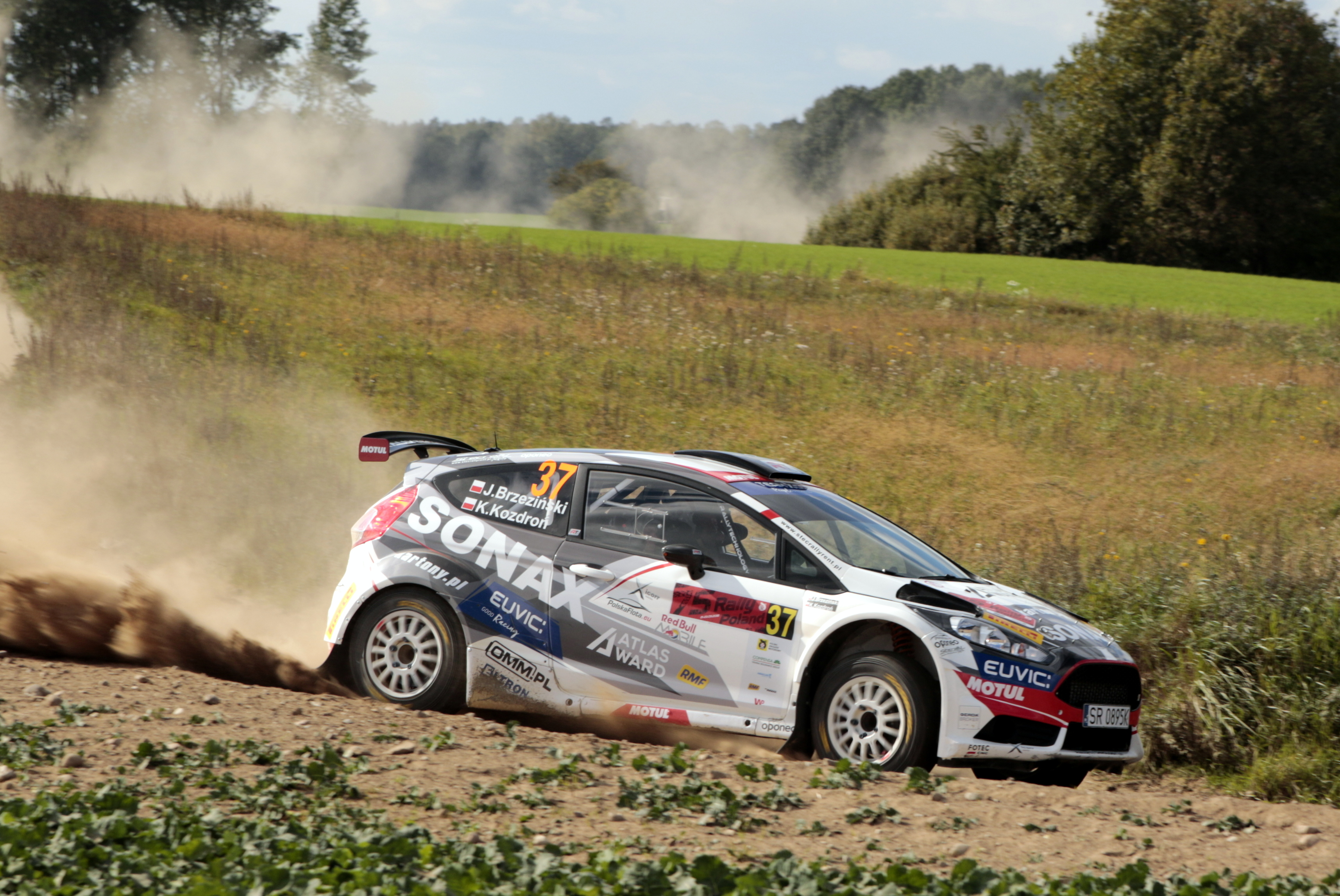
3. Jakub Brzeziński Rajd Polski 2018
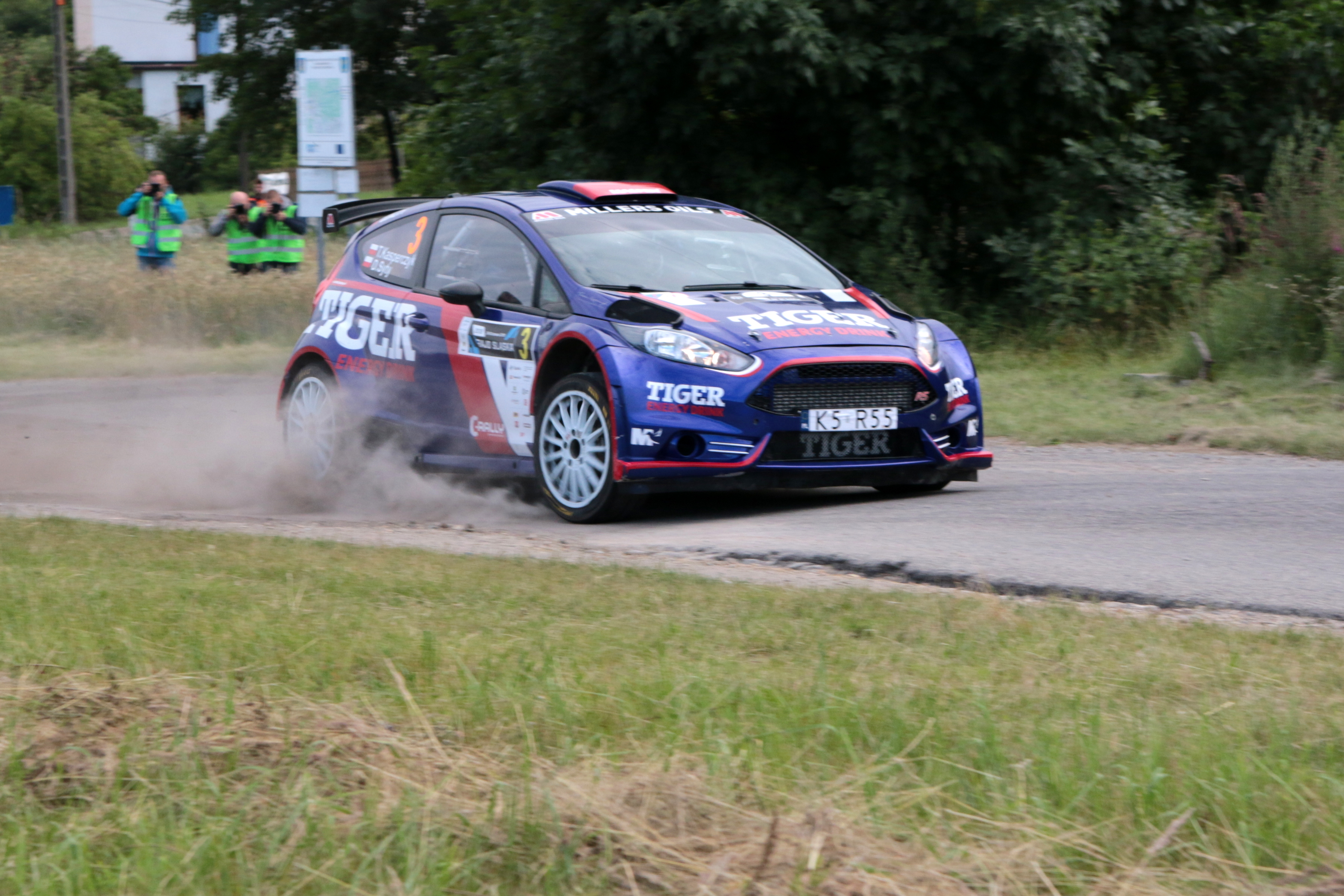
4. Tomasz Kasperczyk Rajd Śląska 2018
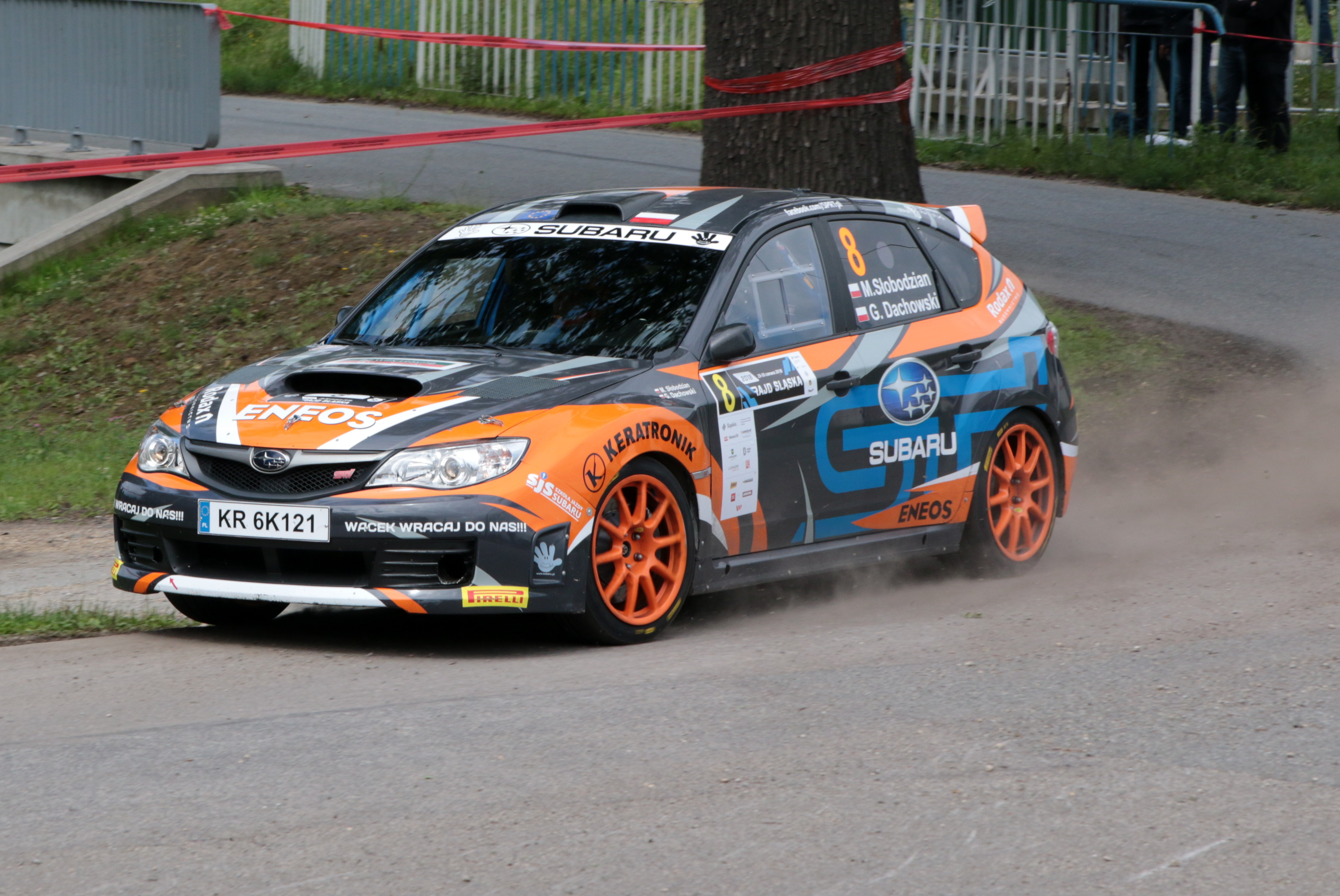
5. Marcin Słobodzian Rajd Śląska 2018
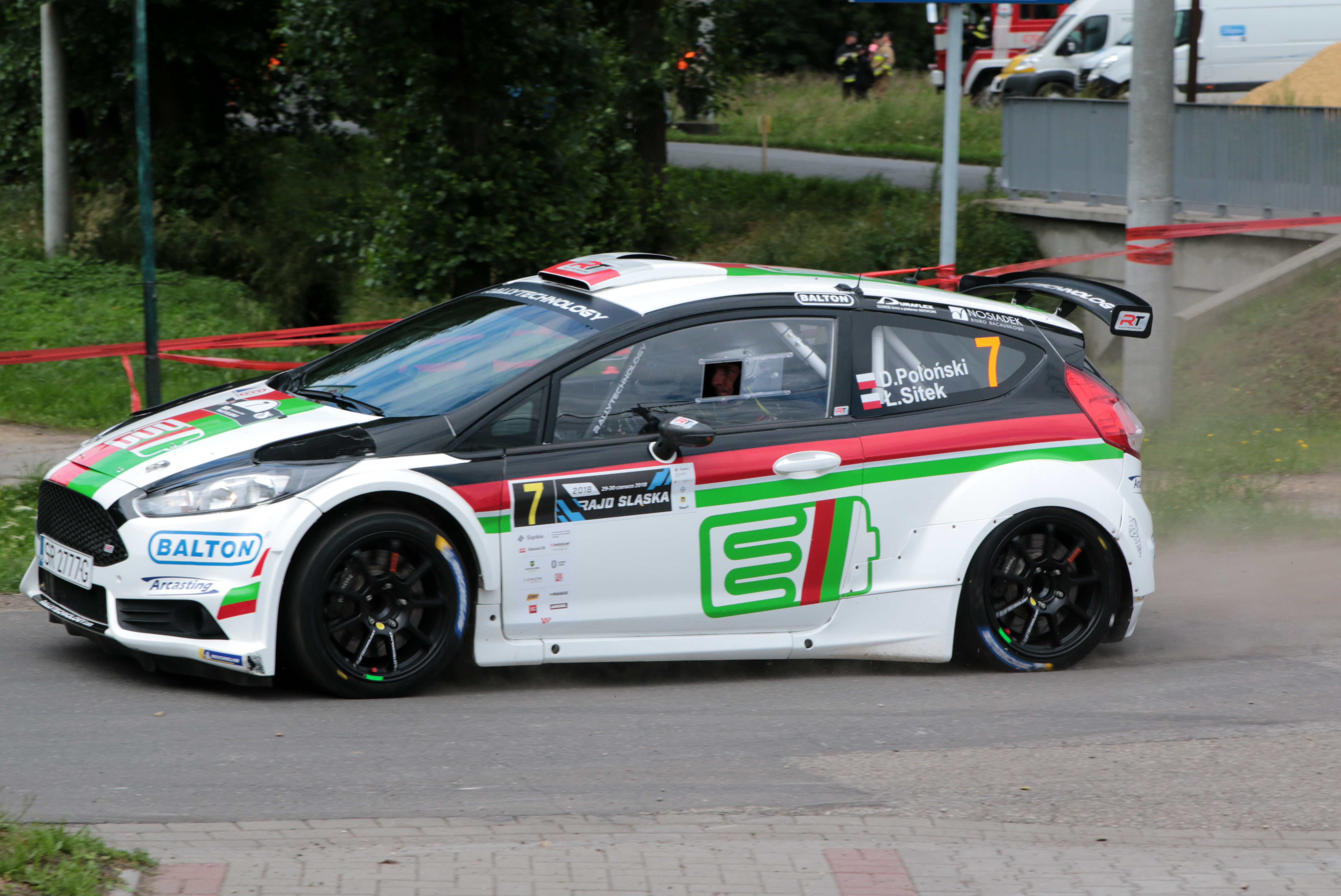
6. Dariusz Poloński Rajd Śląska 2018
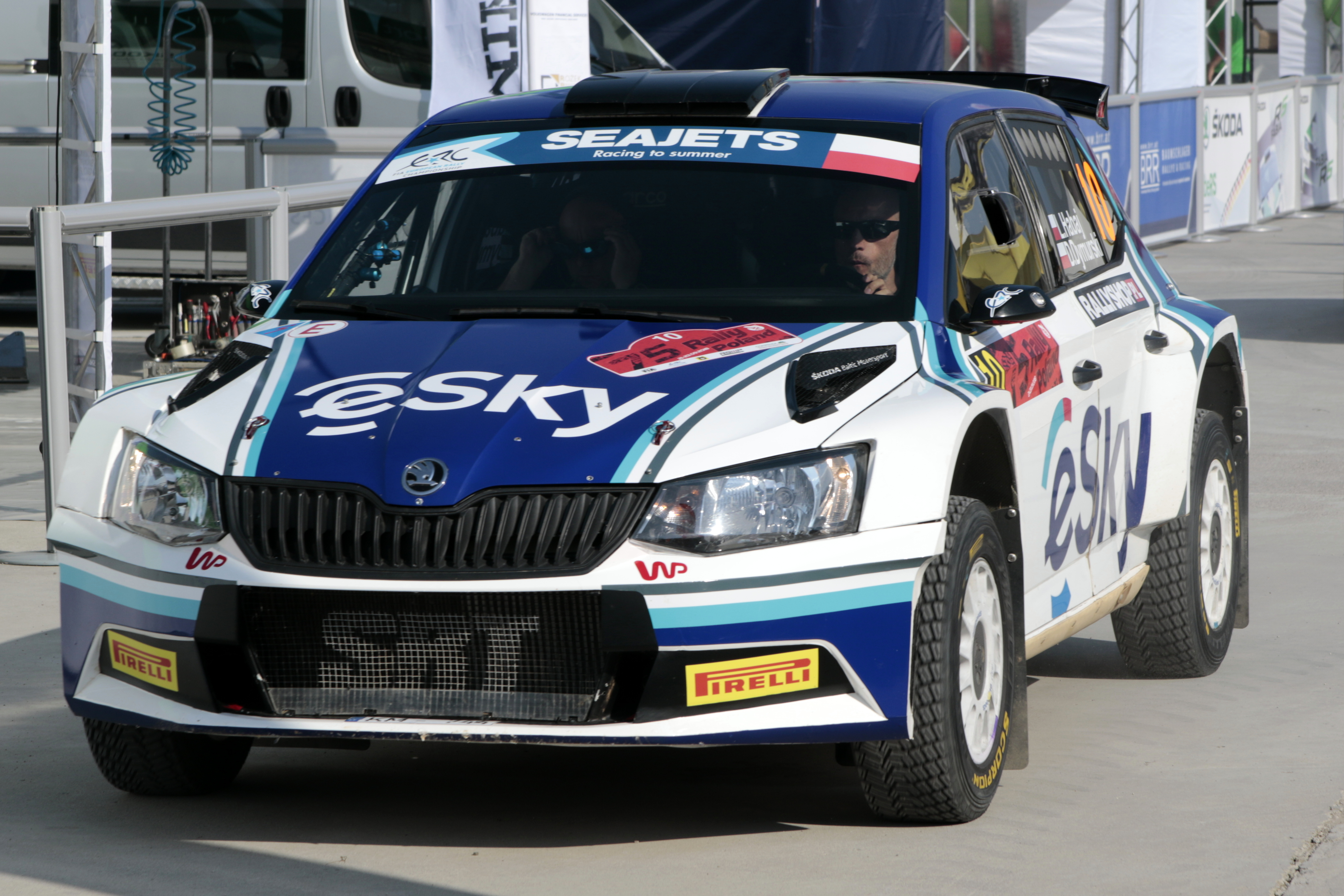
7. Łukasz Habaj Rajd Polski 2018
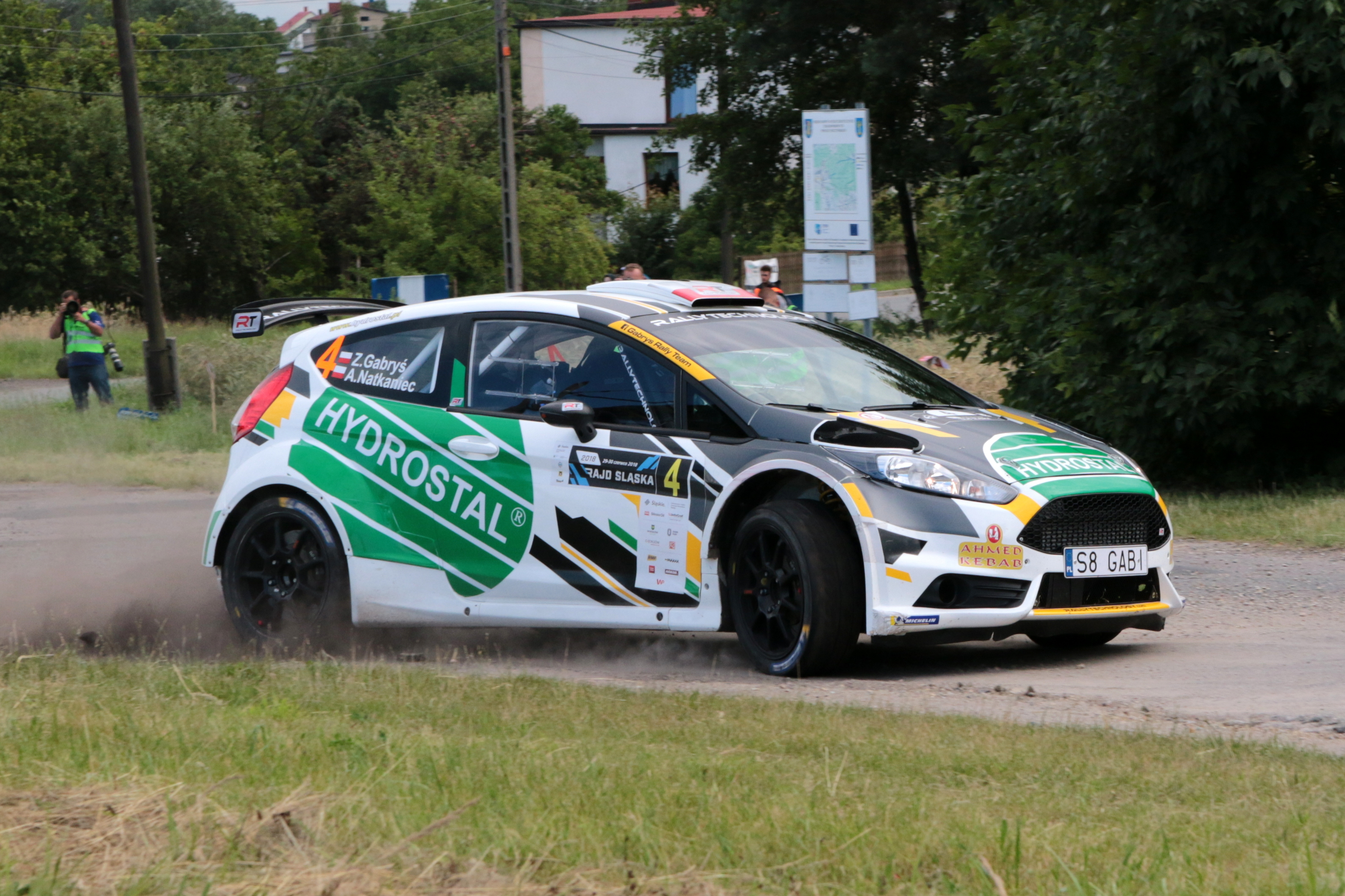
8. Zbigniew Gabryś Rajd Śląska 2018
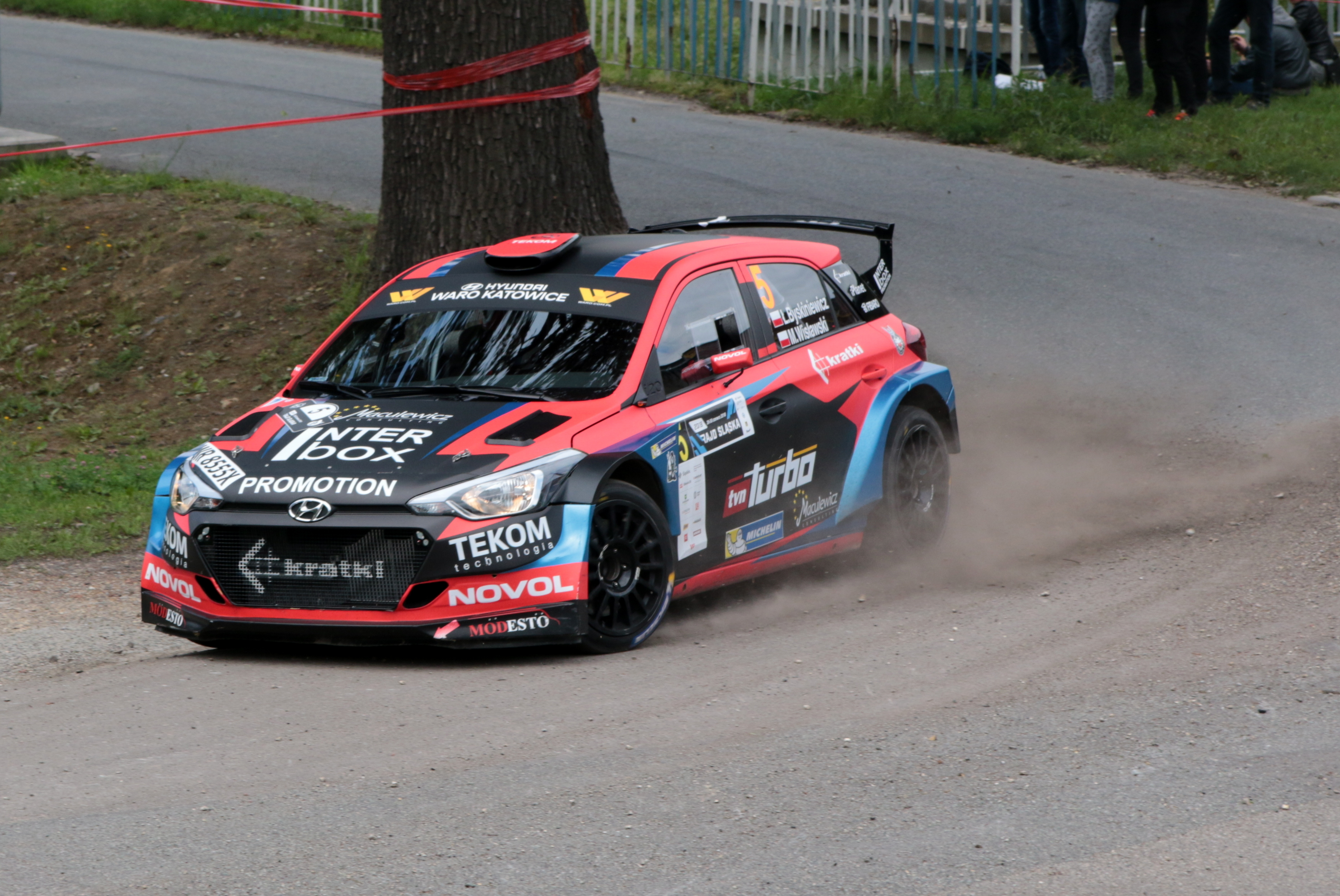
10. Łukasz Byśkiniewicz Rajd Śląska 2018

## Zwycięzcy klas, zespoły i kluby
W wykazach przedstawiających zwycięzców poszczególnych klas pogrubioną czcionką zaznaczono kierowców i pilotów, którzy zdobyli tytuły mistrza, wicemistrza i drugiego wicemistrza Polski.

### Klasyfikacja generalna w klasie 2WD[7]
| Msc | Kierowca          | Pilot          | Punkty |
| --- | ----------------- | -------------- | ------ |
| 1   | Kacper Wróblewski | Jacek Spentany | 154    |
| 2   | Jacek Jurecki     | Michał Trela   | 150    |
| 3   | Grzegorz Bonder   | Jakub Gerber   | 100    |

### Klasyfikacja generalna w klasie 2[8]
| Msc | Kierowca         | Pilot               | Punkty |
| --- | ---------------- | ------------------- | ------ |
| 1   | Mikołaj Marczyk  | Szymon Gospodarczyk | 140    |
| 2   | Jakub Brzeziński | Kamil Kozdroń       | 138    |
| 3   | Grzegorz Grzyb   | –                   | 133    |

### Klasyfikacja generalna w klasie Open N[9]
| Msc | Kierowca          | Pilot              | Punkty |
| --- | ----------------- | ------------------ | ------ |
| 1   | Marcin Słobodzian | Grzegorz Dachowski | 186    |
| 2   | Łukasz Kotarba    | Tomasz Kotarba     | 135    |
| 3   | Marek Nowak       | Adam Grzelka       | 72     |

### Klasyfikacja generalna w klasie 4[10]
| Msc | Kierowca          | Pilot          | Punkty |
| --- | ----------------- | -------------- | ------ |
| 1   | Kacper Wróblewski | Jacek Spentany | 133    |
| 2   | Jacek Jurecki     | Michał Trela   | 129    |
| 3   | Kamil Bolek       | –              | 112    |

### Klasyfikacja generalna w klasie Open 2WD +[11]
| Msc | Kierowca             | Pilot         | Punkty |
| --- | -------------------- | ------------- | ------ |
| 1   | Paweł Krysiak        | –             | 151    |
| 2   | Sławomir Strychalski | Paweł Pochroń | 105    |
| 3   | Marek Mularczyk      | –             | 100    |

### Klasyfikacja generalna w klasie HR4[12]
| Msc | Kierowca         | Pilot        | Punkty |
| --- | ---------------- | ------------ | ------ |
| 1   | Konrad Dudziński | Adam Binięda | 186    |
| 2   | Rafał Zabuski    | Adam Jaros   | 123    |
| 3   | Maciej Rawski    | –            | 60     |

### Klasyfikacja klubowa[13]
| Msc | Klub                     | Punkty |
| --- | ------------------------ | ------ |
| 1   | Automobilklub Polski     | 501    |
| 2   | Automobilklub Galicyjski | 314    |
| 3   | Automobilklub Beskidzki  | 308    |

### Klasyfikacja Zespołów Sponsorskich[14]
| Msc | Zespół                 | Punkty |
| --- | ---------------------- | ------ |
| 1   | Rallytechnology        | 307    |
| 2   | GO+CARS Atlas Ward     | 186    |
| 3   | Skoda Polska Motosport | 156    |

### Klasyfikacja Zespołów Producenckich[15]
| Msc | Zespół | Punkty |
| --- | ------ | ------ |
| 1   | Skoda  | 193    |
| 2   | Subaru | 158    |